# 衛生福利部屏東醫院
衛生福利部屏東醫院是位於臺灣屏東縣屏東市的一所醫院，為衛生福利部轄管之醫院，其最初為1910年設立的阿緱醫院。屏東醫院是屏東縣規模最大的公立醫院之一，亦是高屏地區唯一的傳染病應變醫院。

## 歷史

### 日治時期

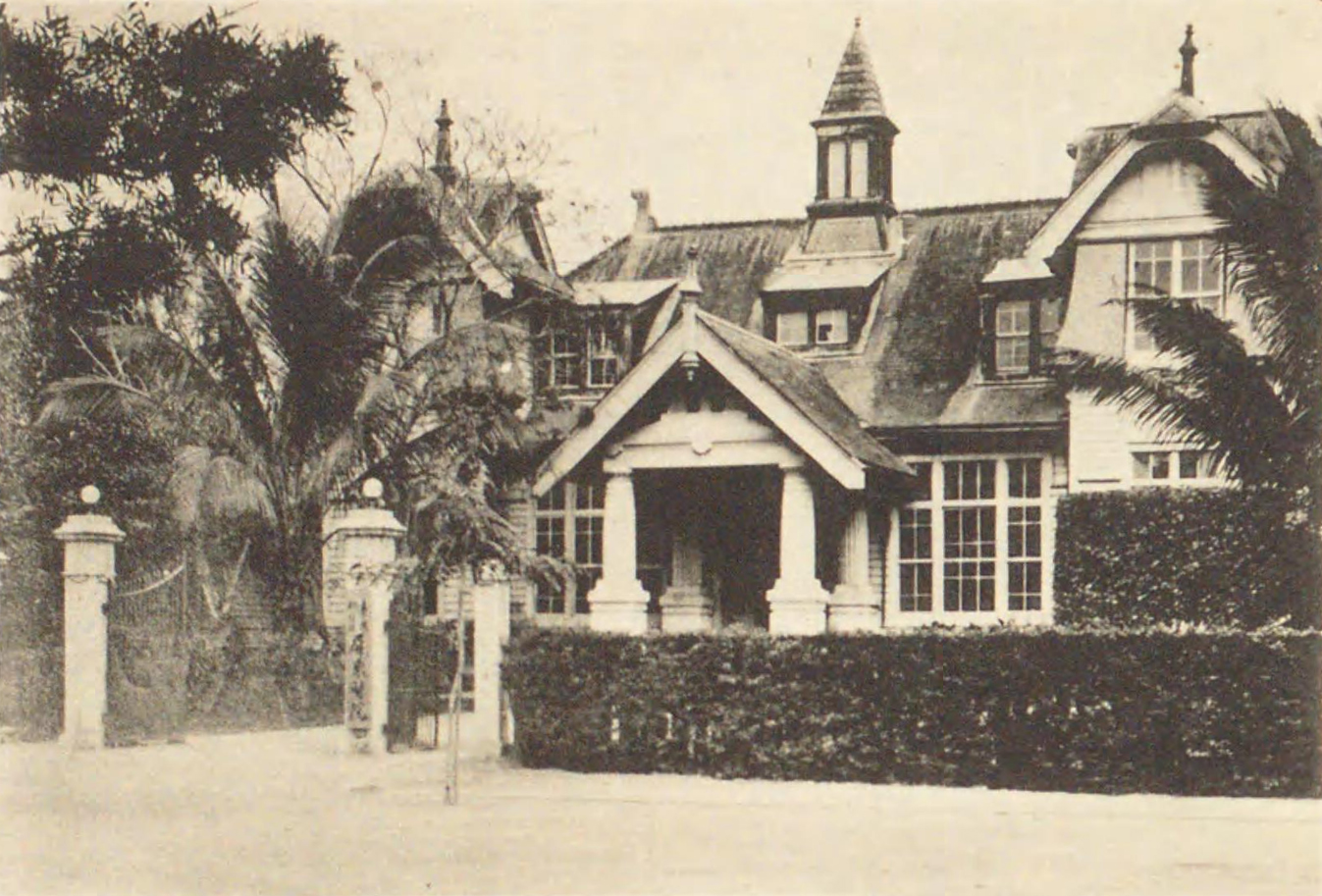
台灣總督府屏東醫院

1896年6月，鳳山醫院設立於鳳山。1910年，鳳山醫院廢止，其建材搬至阿緱設立阿緱醫院。1910年10月，臺灣總督府阿緱醫院設立；同年11月12日，阿緱醫院開始看診。1917年，新建手術室。1920年9月1日，阿緱醫院隨著阿緱改名為屏東，改名為臺灣總督府屏東醫院。1924年，新建鋼筋混凝土造的傳染病病房。1941年，增建小兒科診療室。

### 戰後
- 1945年11月，屏東醫院由臺灣省行政長官公署接收，改稱為臺灣省立屏東醫院。
- 1947年7月28日，臺灣行政院長 蘇貞昌誕生於臺灣省立屏東醫院。[4]
- 1952年，屏東醫院接收恆春醫院，成為屏東醫院恆春分院。
- 1954年，屏東醫院遷建至自由路之計畫案核准，然而屏東醫院建築在隔年（1955年）即被燒毀，原址現為屏東市中央市場。
- 1990年，新醫療大樓完工。
- 1993年，屏東醫院被評鑑為「地區教學醫院」。
- 1999年7月，屏東醫院更名為行政院衛生署屏東醫院。
- 2006年，設置9間負壓隔離病房，為屏東地區感染症防治專責醫院，失智照護中心開辦。
- 2007年，「區域醫院」評鑑優等。
- 2010年，五西病房整修完成啟用，失智日照中心整修完成啟用、MRI核磁共挀攝影儀正式啟用。
- 2011年，中醫科開幕、電腦斷層128T之儀器啟用。
- 2013年，改稱衛生福利部屏東醫院。
- 2014年，整合腫瘤中心成立；六西、七西、六東病房整修完成啟用；因應10月的非洲伊波拉傳染病爆發，本院為高高屏地區唯一傳染病應變醫院。
- 2016年，高壓氧治療中心揭幕；安寧病房正式啟用。[1]

## 各科介紹
屏東醫院的特色醫療為腦中風照護中心和癌症中心，其他科別則有胸腔外科、一般內科、胸腔內科、心臟內科、腎臟內科、神經內科、感染科、新陳代謝科、腸胃肝膽內科、腫瘤科、一般外科、骨科、神經外科、整形外科、泌尿科、兒科、婦產科、眼科、家醫科、復健科、精神科、牙科、急診醫學科、皮膚科、耳鼻喉科、血液科、放射腫瘤科、麻醉科、高壓氧科、中醫科、心臟血管外科、大直腸肛門外科、疼痛科、肝膽胰外科、職業醫學科以及戒菸特別門診、健檢中心、安寧緩和醫療。